# Eulophiinae
Eulophiinae Benth., 1881 è una sottotribù di piante appartenente alla famiglia delle Orchidacee (sottofamiglia: Epidendroideae, tribù Cymbidieae).

## Distribuzione e habitat
La sottotribù Eulophiinae ha una distribuzione pantropicale con la maggiore concentrazione di specie nel Vecchio Mondo. I generi Eulophia e Oeceoclades, in cui si concentra la maggiore biodiversità, sono presenti nelle aree tropicali e subtropicali di America, Africa, Asia e Australasia. Quattro generi (Cymbidiella, Eulophiella, Grammangis e Paralophia) sono endemici del Madagascar e uno (Acrolophia) del Sudafrica. Limitato all'Asia sud-orientale e alle isole dell'oceano Pacifico occidentale è invece l'areale del genere Geodorum.

## Descrizione
Comprende piante erbacee terrestri, litofite ed epifite con fusto dotato di pseudobulbi.
Le foglie possono essere lineari, lanceolate, ovate, obovate o ellittiche, a seconda delle specie. In talune specie possono mancare del tutto o essere ridotte a brattee.
I fiori, resupinati, sono perlopiù riuniti in infiorescenze racemose, che originano dalle ascelle foliari o dalla porzione terminale del fusto. I petali e i sepali sono in genere dello stesso colore, questi ultimi in genere più piccoli dei primi. Il labello è trilobato, e può essere dotato o meno di sperone. La cavità stigmatica ospita in genere due pollinii (in alcune specie quattro). Il labello assieme ai due petali laterali circonda il gimnostemio, formando una camera dall'accesso più o meno stretto.
I semi sono di forma a bastoncello o filiformi, di colore dal bianco al bruno.

## Biologia
I meccanismi di riproduzione di molte delle specie di questa sottotribù sono ancora poco noti, anche se si pensa che la maggior parte delle specie si riproduca per impollinazione entomogama.  La particolare conformazione del fiore di Eulophia indusse Dressler (1981) a considerare gli imenotteri apoidei del genere Xylocopa come i probabili insetti pronubi.
Studi successivi hanno identificato una ampia varietà di insetti impollinatori che include diverse famiglie di apoidei (Apidae, Colletidae, Halictidae, Megachilidae, Sphecidae) ma anche diverse specie di coleotteri (Cetoniinae, Elateridae).
In almeno due specie (Eulophia alta e Eulophia graminea) è stato documentato un meccanismo di autoimpollinazione.

## Tassonomia
La sottotribù Eulophiinae fu creata nel 1881 dal botanico inglese George Bentham che vi incluse tre generi: Eulophia, Lissochilus e Galeandra. La classificazione di Dressler (1993) inquadra Eulophiinae come una delle sette sottotribù della tribù Cymbidieae includendovi 6 generi: Cyanaeorchis, Diplodium, Eulophia, Geodorum, Oeceoclades e Pteroglossaspis. I confini del raggruppamento sono stati estesi da Chase (2003) che vi include i generi Acriopsis, Ansellia, Thecopus e Thecostele, da altri autori inseriti nella sottotribù Cymbidiinae.

Le revisioni filogenetiche più recenti (Pridgeon, 2009)(Chase 2015)  hanno ulteriormente ridefinito i confini della sottotribù assegnandole i seguenti generi:
- Acrolophia Pfitzer, 1888 (7 spp.)
- Ansellia Lindl., 1844 (1 sp.)
- Claderia Hook.f., 1890 (1 sp.)
- Cymbidiella Rolfe, 1918 (3 spp.)
- Eulophia R.Br. ex Lindl., 1821 (203 spp.)
- Eulophiella Rolfe, 1891 (6 spp.)
- Geodorum Jacks., 1811 (8 spp.)
- Grammangis  Rchb.f., 1860 (2 spp.)
- Graphorkis Thouars, 1809 (4 spp.)
- Imerinaea Schltr. (1 sp.)
- Oeceoclades Lindl., 1832 (41 spp.)
- Paralophia  P.J.Cribb & Hermans, 2005 (2 spp.)

### Alcune specie

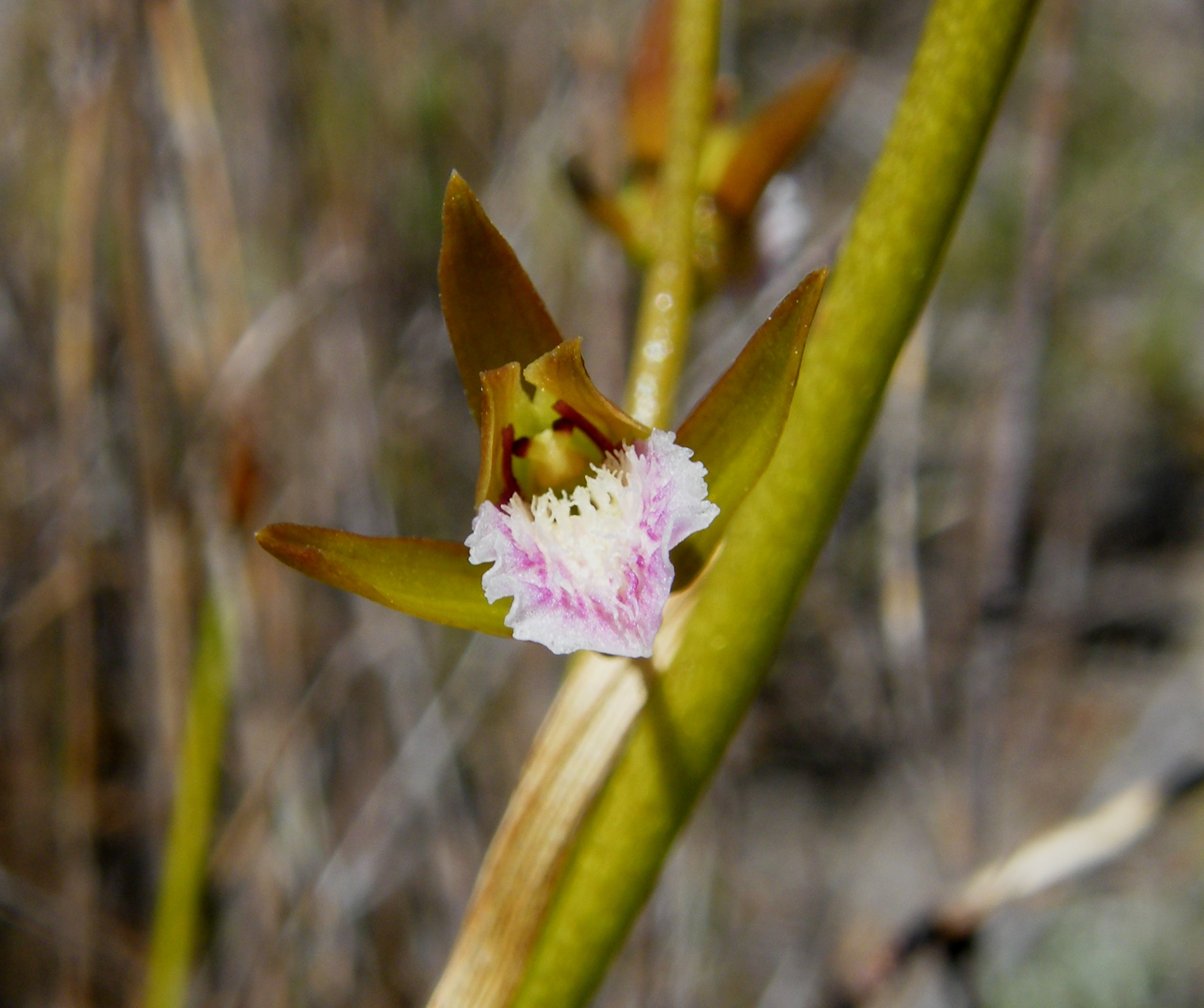
Acrolophia lamellata
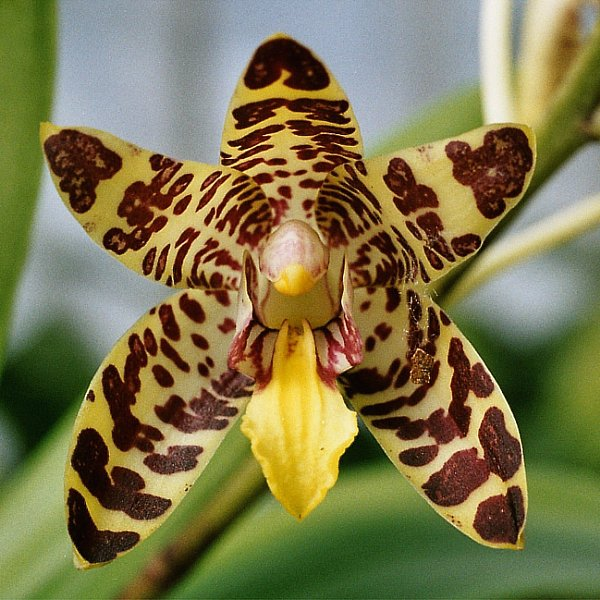
Ansellia africana
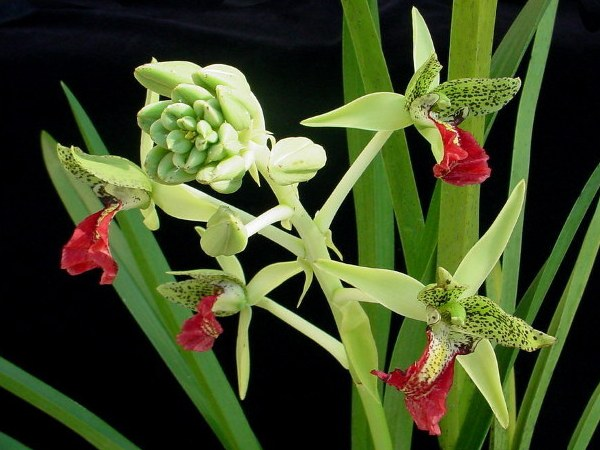
Cymbidiella pardalina
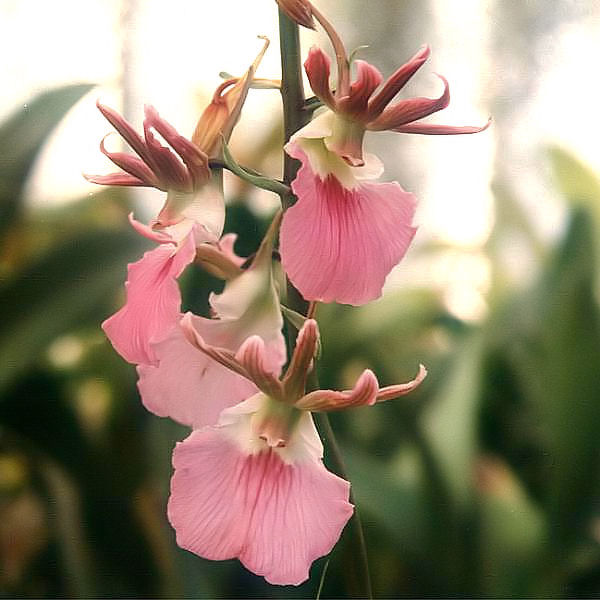
Eulophia guineensis
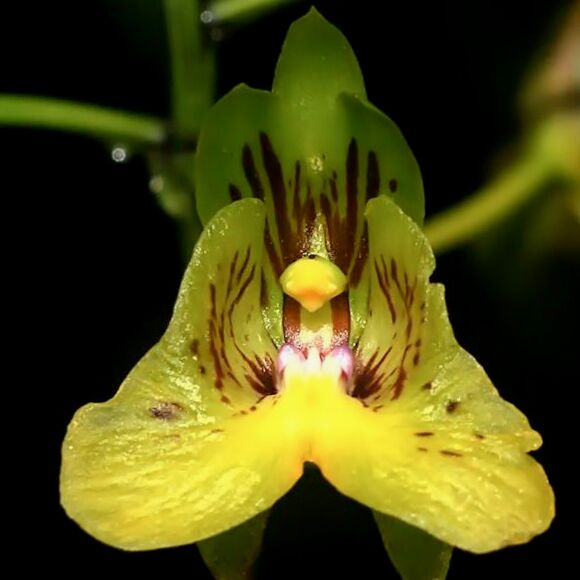
Eulophia pulchra
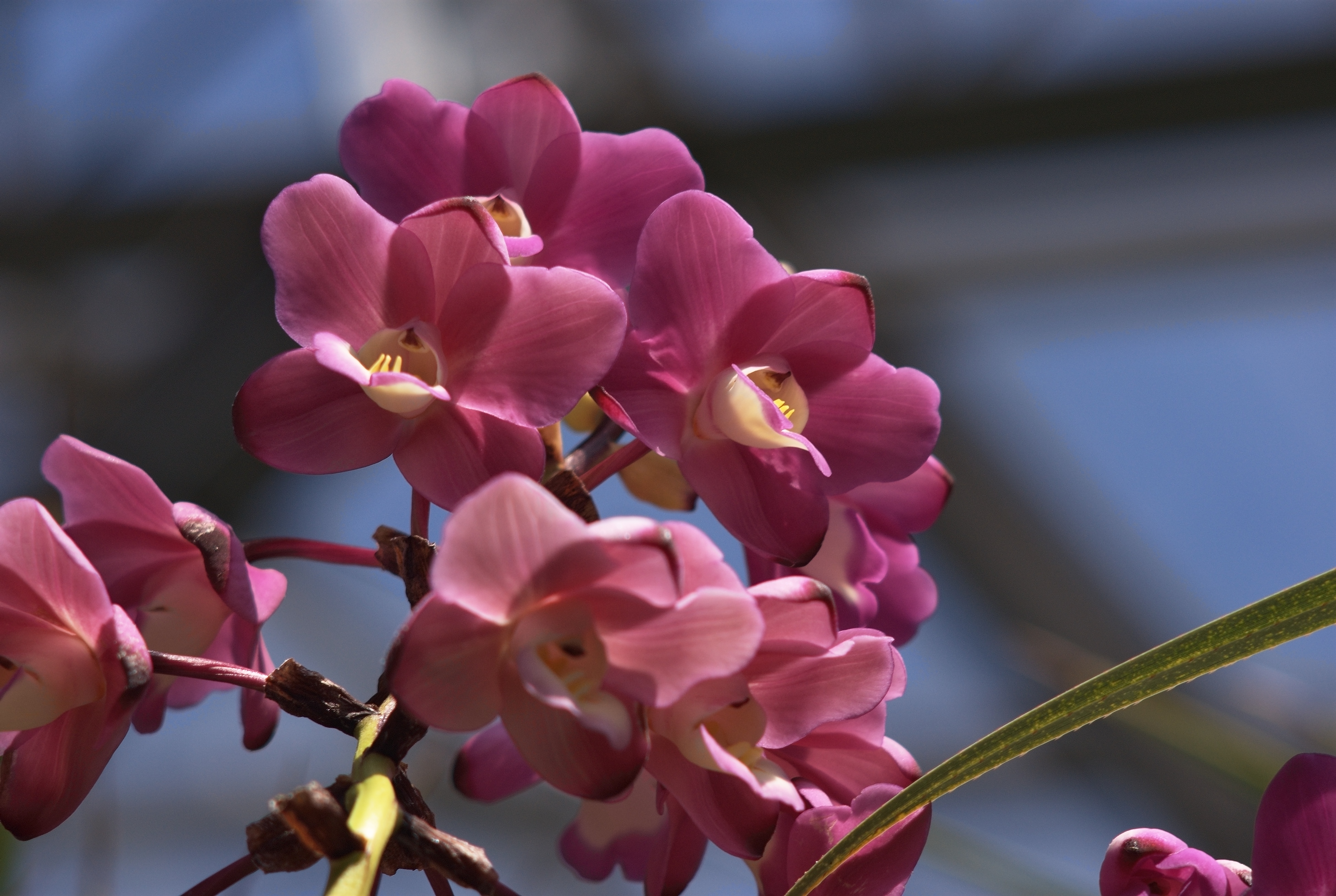
Eulophiella roempleriana
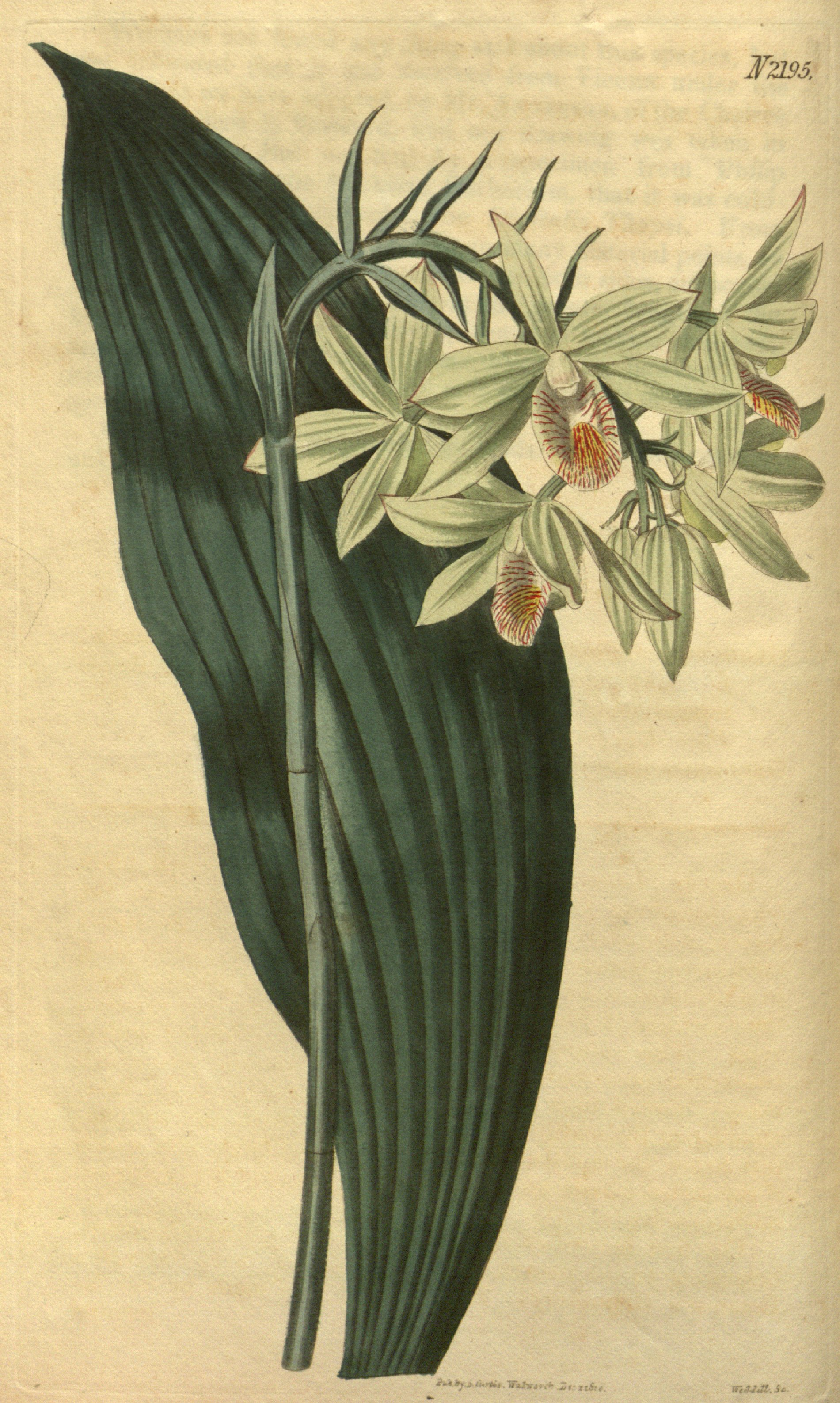
Geodorum citrinum
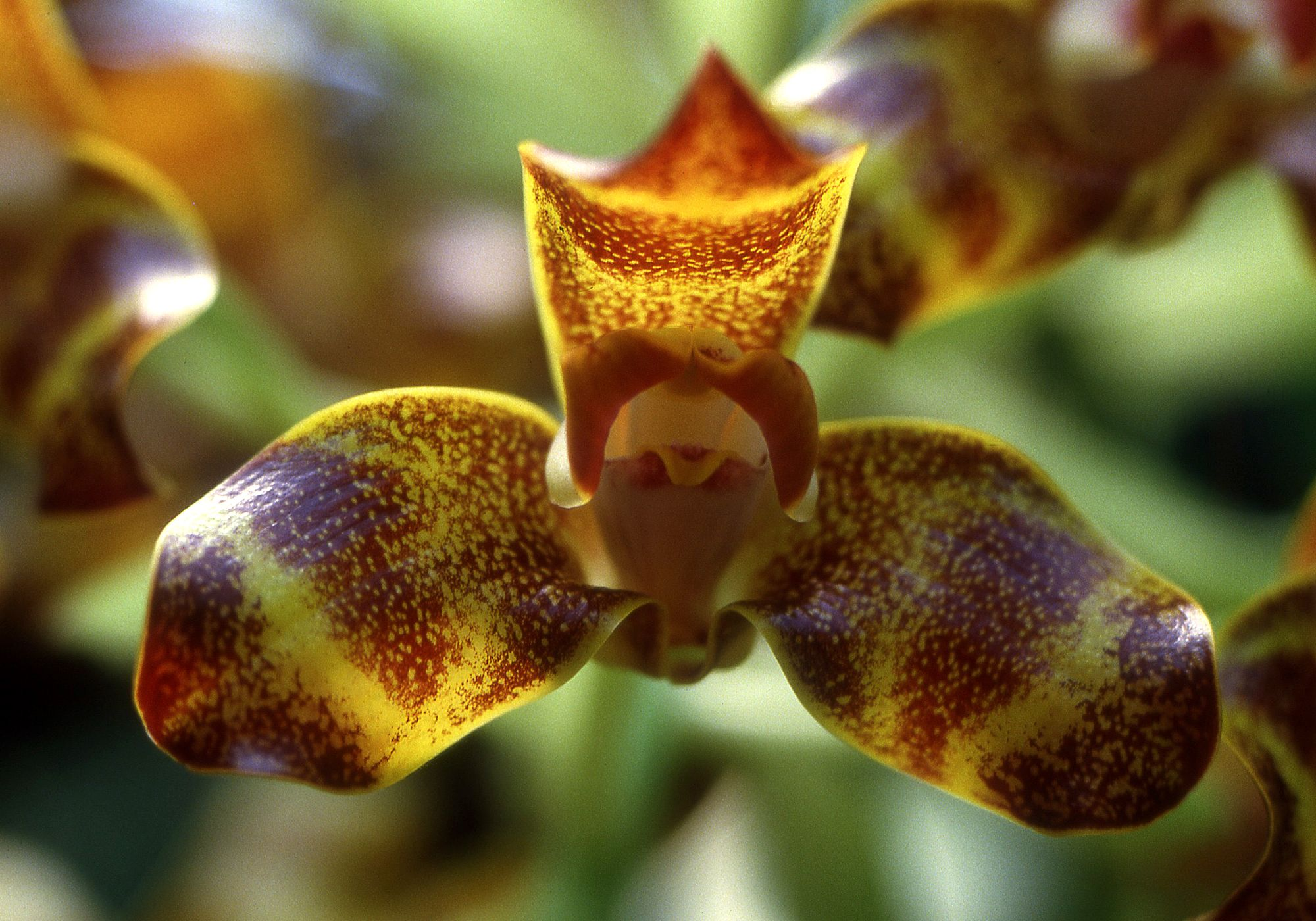
Grammangis ellisii
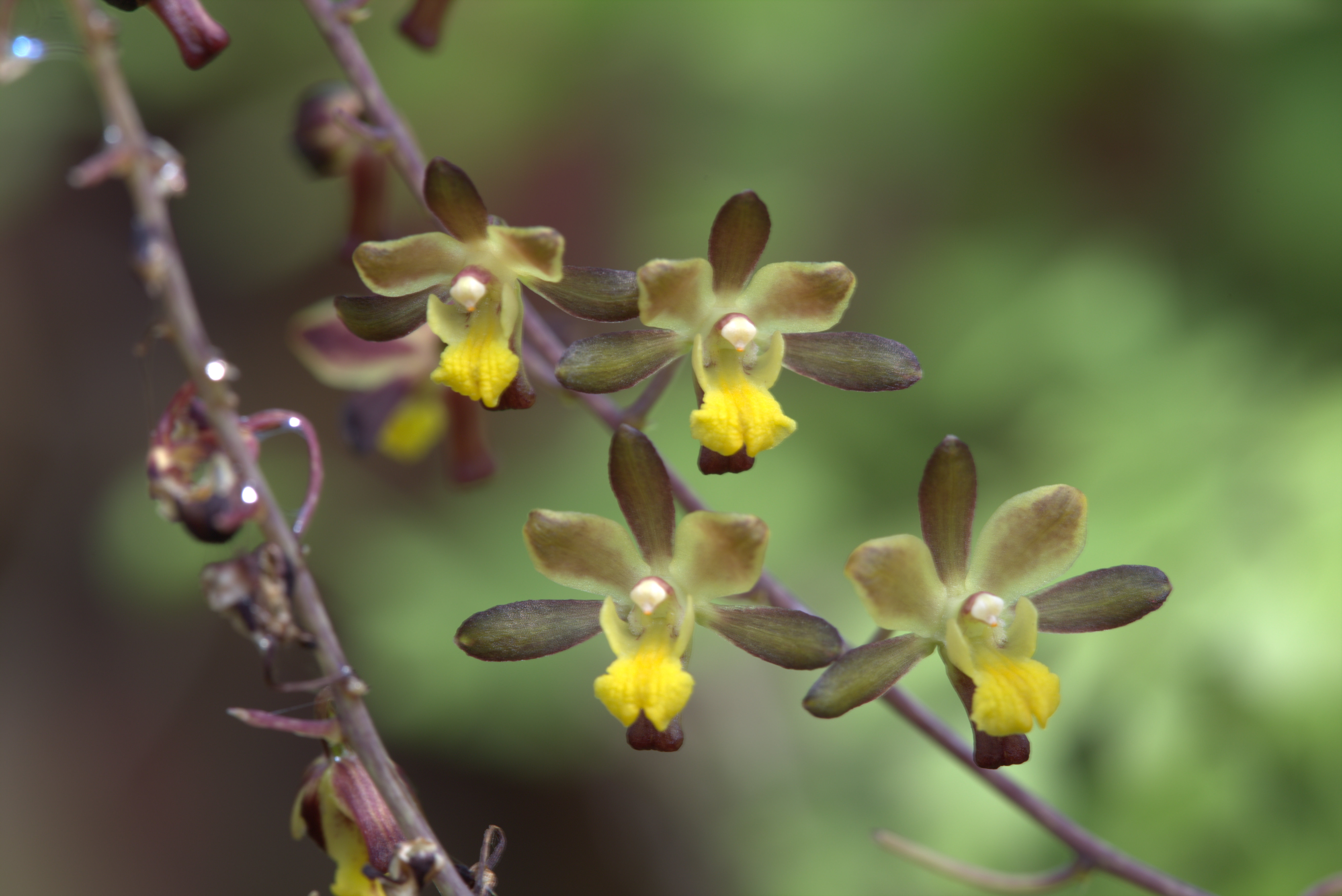
Graphorkis lurida
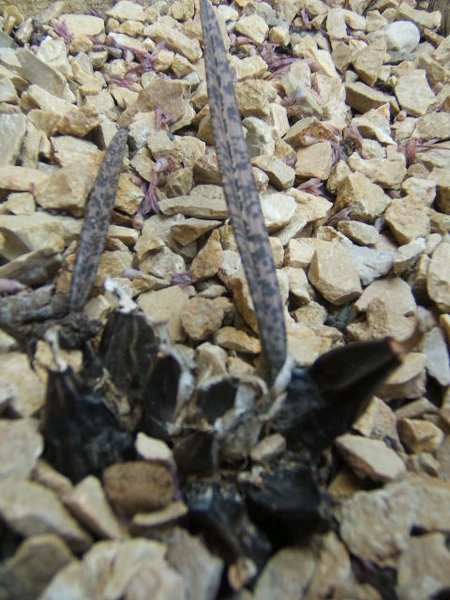
Oeceoclades decaryana